# Warrant (finanzas)
El warrant (también conocido como warrant clásico o warrant tradicional) es un derivado financiero que ofrece a un inversor el derecho de comprar o vender un activo subyacente a un precio fijo en un periodo determinado. Es similar a una opción financiera, a diferencia de que esta última es un contrato bilateral. Cada warrant especifica el número de acciones que puede comprar, un precio de ejercicio y la fecha de vencimiento (parámetros estátiticos). También especifica parámetros dinámicos como su delta, la volatilidad y el paso del tiempo. Los warrants se presentan y cotizan en la Bolsa de Valores de Nueva York desde el 13 de abril de 1970, aunque en 2004 había menos de 20 emisiones enlistadas. En términos de funcionamiento, los warrants están incluidos dentro de la categoría de los productos cotizados. Actualmente, el banco emisor Société Générale es líder en el mercado español desde 1999 por volumen contratado en bolsa
Si un warrant otorga el derecho de compra de un activo subyacente recibe el nombre de warrant call, mientras que si es de venta será denominado warrant put. El warrant, al igual que las opciones, dan al poseedor la posibilidad de efectuar o no la transacción asociada y a la otra parte la obligación de efectuarla. El hecho de efectuar la transacción recibe el nombre de «ejercer» el warrant. Los warrants liquidan por diferencia, es decir, en la fecha de vencimiento, en lugar de negociar el subyacente, se concede la diferencia entre el precio del activo subyacente y el precio de ejercicio.

## Componentes
Un warrant se caracteriza por ser un valor agrupado en emisiones realizadas por una entidad (emisor) y representados mediante anotaciones en cuenta que cotizan en un mercado organizado. Los warrants se encuadran dentro de la categoría de los productos cotizados. Dentro de este mercado se diferencian de las opciones contratadas, por ejemplo en el Mercado Español de Futuros Financieros de Renta Variable (MEFF). Las diferencias básicas son las siguientes:
- El plazo de vencimiento: las opciones del Mercado tienen un plazo máximo de un año, mientras que los warrants pueden tener un plazo mayor.
- Liquidez: los warrants suelen gozar de mayor liquidez, puesto que los emisores se encargan de que ésta exista. Es decir, los emisores actúan como market makers, cotizando siempre precios de venta y de compra. En las opciones negociadas, la liquidez depende del mercado.

## Elementos

### Parámetros estáticos
- El precio al que el activo subyacente será comprado/vendido, recibe el nombre de precio de ejercicio o strike.
- Activo subyacente es el activo de referencia sobre el que se otorga el derecho, puede ser una acción, una cesta de acciones, un índice bursátil, una divisa, tipo de interés o un contrato de futuros.
- La fecha futura en la que se producirá la transacción recibe el nombre de fecha de ejercicio.
- Ratio o paridad: corresponde al número de activos subyacentes que puede compraro vender cada warrant, puede ser por tanto una fracción o un múltiplo de 1.

### Parámetros dinámicos
- Prima: El precio que se paga por el warrant. Este precio se compone de:
  - Valor intrínseco. Es el resultado de la resta entre el precio del ejercicio y su subyacente.
  - Valor temporal. Es la parte de la prima que valora el derecho de compra o venta del subyacente inherente al warrant. Está determinado por elementos como la volatilidad o el tiempo hasta el vencimiento.

- Delta: Mide la sensibilidad del precio del warrant a los cambios en el precio del subyacente.
- Volatilidad: Mide la frecuencia e intensidad de los cambios del precio de un activo subyacente.[4]

## Características
- Para inversores particulares: Los warrants son productos derivados diseñados para inversores particulares. Ofrecen una sencilla forma de contratación ya que se pueden contratar a través de brókers como Renta4, Trade Republic o DEGIRO[5]

- Varios emisores y subyacentes: Existen diversos emisores y una amplia variedad de subyacentes (acciones nacionales o extranjeras, índices, cestas, tipos de cambio, materias primas, etc.), por lo que el inversor a la hora de contratar podrá elegir emisor y subyacente. La competencia entre los emisores favorece al inversor. Emisores populares en europa son los franceses Société Générale y BNP Paribas.

- La liquidez en el mercado de warrants se encuentra garantizada, puesto que los emisores son también creadores de mercado.

- Apalancamiento: magnifican el movimiento del activo subyacente.

- Permiten posicionarse al alza y a la baja y obtener ganancias y/o pérdidas ilimitadas.

- Tienen una vida limitada (entre 1 y 2 años).

### Tipos
- Warrants clásicos
- Discount warrants: Con este tipo de Warrant, los inversores renuncian a todo el potencial de ganancias de un Warrant Clásico, pero a cambio reciben un «descuento» (Discount) al comprarlo. En contrapartida de este descuento, unos movimientos moderados del precio del activo subyacente permiten obtener, por lo general, unas ganancias considerablemente mayores que con la variante clásica.
- Inline warrants: Con los Inline Warrants, los inversores persiguen básicamente una estrategia opuesta a la del Warrant Clásico. En lugar de apostar por unas fuertes variaciones de los precios, con los Inline Warrants los inversores se benefician si el precio del activo subyacente se mueve en todo momento dentro de una determinada horquilla de precios hasta el vencimiento. En este caso, se recibe al vencimiento una cantidad fija y previamente definida.
- Stay-high/Stay-low warrants: Los Stay High y Stay Low Warrants pertenecen a la familia de los Inline Warrants. Sin embargo, el factor  determinante para la liquidación al inversor no son dos barreras, sino solo una. En el caso de los Stay High Warrants, esta se sitúa por debajo de la cotización actual del subyacente y en el caso de los Stay Low Warrants, por encima.[3]
- Otros tipos de warrants: Los Multi Warrants, Turbo Warrants o Bonus Warrants son también importantes tipos de warrants que cuentan con mucha popularidad entre los inversores. Sin embargo, estos son otros productos que funcionan de una manera diferente a los warrants tradicionales. Todos ellos cotizan en la Bolsa de Madrid con liquidez garantizada durante toda la sesión bursátil.